# Dennis Marshall
Dennis Amos Marshall Maxwell (Limón, 9 agosto 1985 – San José, 23 giugno 2011) è stato un calciatore costaricano, di ruolo difensore.
È scomparso il 23 giugno 2011 all'età di 25 anni a seguito di un incidente stradale; nell'incidente è stata coinvolta anche la moglie.
Cinque giorni prima aveva realizzato una rete con la propria Nazionale nel quarto di finale della CONCACAF Gold Cup contro l'Honduras disputato al Meadowlands Stadium di East Rutherford e perso per 4-2 ai calci di rigore. In due anni di Nazionale aveva raccolto 19 presenze, mentre la sua squadra di club al momento del decesso era la formazione danese dell'Aalborg BK.